# Трекате
Трекате (італ. Trecate, п'єм. Trecà) — муніципалітет в Італії, у регіоні П'ємонт,  провінція Новара.
Трекате розташоване на відстані близько 500 км на північний захід від Рима, 95 км на північний схід від Турина, 10 км на схід від Новари.
Населення — 20 395 осіб (2014).
Покровитель — San Cassiano.

## Демографія
Населення за роками:

Станом на 1 січня 2023 року в муніципалітеті офіційно проживало 3870 іноземців з 80 країн, серед них 564 громадяни країн Євросоюзу та 112 громадян України.

## Сусідні муніципалітети
- Бернате-Тічино
- Боффалора-сопра-Тічино
- Черано
- Гарбанья-Новарезе
- Новара
- Роментіно
- Соццаго